# Andreas Hutter
Andreas Hutter (* 2. Januar 1963 in Linz, Oberösterreich; † 29. April 2016 ebenda) war ein österreichischer Journalist, Autor, Kultur- und Filmhistoriker.

## Leben
Hutter absolvierte ein Studium der Publizistik- und Kommunikationswissenschaft sowie der Geschichte an den Universitäten Wien und Salzburg, das er mit der Promotion abschloss. 1994 war er als Dokumentar im historischen Archiv des ORF-Fernsehens in Wien tätig. Anschließend war er als Journalist tätig, seit 2001 als Kultur-Ressortleiter der österreichischen Tageszeitung Neues Volksblatt in Linz.
Daneben war Hutter der Autor von (Feuilleton-)Beiträgen etwa für die Neue Zürcher Zeitung, das St. Galler Tagblatt, Die Presse (Wien), Profil (Wien), Aufbau (Zürich) und den film-dienst (Köln), weiters für die kulturwissenschaftlichen Wiener Zeitschriften Jura Soyfer und Filmarchiv sowie für das Österreichische Biographische Lexikon der Österreichischen Akademie der Wissenschaften. Er führte unter anderem Interviews mit Dennis Russell Davies, Gertrud Fussenegger, Otto von Habsburg, Gottfried Helnwein, Peter Turrini, Franz Welser-Möst, Simon Wiesenthal und Billy Wilder.
Zusammen mit dem Filmmuseum Berlin und dem Filmarchiv Austria war er Mitherausgeber des journalistisch-feuilletonistischen Werks des aus Österreich stammenden US-Filmregisseurs Billy Wilder (1906–2002), über den Hutter (zusammen mit Klaus Kamolz) auch eine Biografie verfasst hat.
2006 gehörte er der dreiköpfigen Jury für das international ausgeschriebene Literaturstipendium „Seeschreiber“ der Gemeinde St. Wolfgang im Salzkammergut an.
Als Historiker spezialisierte er sich zuletzt auf die Holocaust-Opferforschung; so konnte er 2011 erstmals detailliert das Schicksal der Familie von Billy Wilder in deutschen Konzentrationslagern und der Frau des österreichischen Schriftstellers Joseph Roth in der NS-Tötungsanstalt Hartheim klären.

## Werke
- Andreas Hutter, Klaus Kamolz: Billie Wilder. Eine europäische Karriere. Böhlau Verlag, Wien, Köln, Weimar 1998, ISBN 3-205-98868-X
- Andreas Hutter: Rasierklingen im Kopf. Ernst Spitz – Literat, Journalist, Aufklärer. Biographie und Lesebuch. Mandelbaum Verlag, Wien 2005, ISBN 3-85476-160-0
- Rolf Aurich, Andreas Hutter, Wolfgang Jacobsen, Günter Krenn (Hrsg.): „Billie“. Billy Wilders Wiener journalistische Arbeiten. verlag filmarchiv austria, Wien 2006, ISBN 3-901932-90-9